# Henry Dawkins
Henry Dawkins II (24 mai 1728 - 1814) est un propriétaire de plantation jamaïcain et membre du Parlement de Grande-Bretagne.

## Jeunesse
La famille Dawkins s'est installée en Jamaïque peu après sa prise aux Espagnols en 1655. William Dawkins acquiert des plantations en Jamaïque, par concession, entre 1669 et 1682 qui passent à ses petits-fils James Dawkins I, et les fils de Henry Dawkins I, James Dawkins II et Henry Dawkins II, fils de Henry Dawkins I, tous trois étant députés. James I et James II ont tous deux laissé des biens en Angleterre à Henri II, qui hérite également des propriétés jamaïcaines de parents, pour un revenu annuel de 40 000 à 50 000 £ .

## Carrière
Il est né le 24 mai 1728 à Clarendon, en Jamaïque. Il est le deuxième fils survivant d'Henry Dawkins (1698-1744), un planteur de sucre, et de sa femme, Elizabeth, fille d'Edward Pennant de Clarendon, juge en chef de la Jamaïque. James Dawkins II, décédé en 1757, est son frère aîné. Il étudie à l'école libre de John Roysse à Abingdon, (maintenant l'école d'Abingdon) c. 1739-1744 et St Mary Hall, Oxford à partir de 1745  . Le père de Dawkins à sa mort en 1744 lègue 25 000 acres de terre et environ 100 000 £ à ses trois fils survivants. James, le fils aîné (James Dawkins II, décédé en 1757), hérite de 14 300 acres, William en reçoit 5 000 et Henry 5 700.
De 1752 à 1758, Henry Dawkins est membre de l'Assemblée de la Jamaïque, puis siège au conseil jusqu'en 1759. En 1760, il entre au Parlement de Grande-Bretagne en tant que député de Southampton, occupant le siège jusqu'en 1768. Il est ensuite à nouveau député de Chippenham, Hindon et Chippenham, quittant finalement le Parlement en 1784. Il sert pendant une période de 24 ans avec seulement de courtes pauses (une causée par sa défaite à Salisbury, près de son domaine à Standlynch, en 1768). Il est un intendant du Old Abingdonian Club en 1769 .
Selon l'Oxford Dictionary of National Biography, il n'y a aucune trace de Dawkins ayant parlé à la Chambre des communes. Cependant, de 1773 à 1805, il est membre de la Society of West India Planters and Merchants, un groupe de pression.
Son fils James lui succède à Chippenham . Il meurt à Londres et est enterré à Chipping Norton.

## Propriétés en Angleterre
Dawkins vend le domaine de son frère à Laverstoke en 1759 . En 1766, il hérite d'Over Norton Park dans l'Oxfordshire de son oncle James Dawkins. Il garde cette propriété (qui reste dans la famille Dawkins à ce jour).
La famille loue également une propriété londonienne à Upper Brook Street .
Toujours en 1766, il achète Standlynch Park dans le Wiltshire. Cette maison, maintenant appelée Trafalgar Park, est achetée à William Young, pour 22 000 £ ,. À la mort de Dawkins en 1814, Standlynch Park est vendu pour 90 000 £ à William Nelson, 1er comte Nelson, à qui le Parlement a voté l'argent nécessaire pour acheter un domaine . Il change le nom en Trafalgar House et Park.

## Patronage culturel
Dawkins est un mécène des architectes néoclassiques. Il fait apporter des modifications à Standlynch House (un bâtiment de l'architecte John James datant des années 1730) . Dawkins fait faire des travaux sur les ailes, par John Wood le Jeune, et sur le portique par Nicholas Revett. Revett est un associé du frère de Dawkins, James, qui s'intéresse à l'histoire. Revett et les deux frères Dawkins sont membres de la Société des Dilettanti .
Il est élu membre de la Royal Society en 1778 .

## Famille

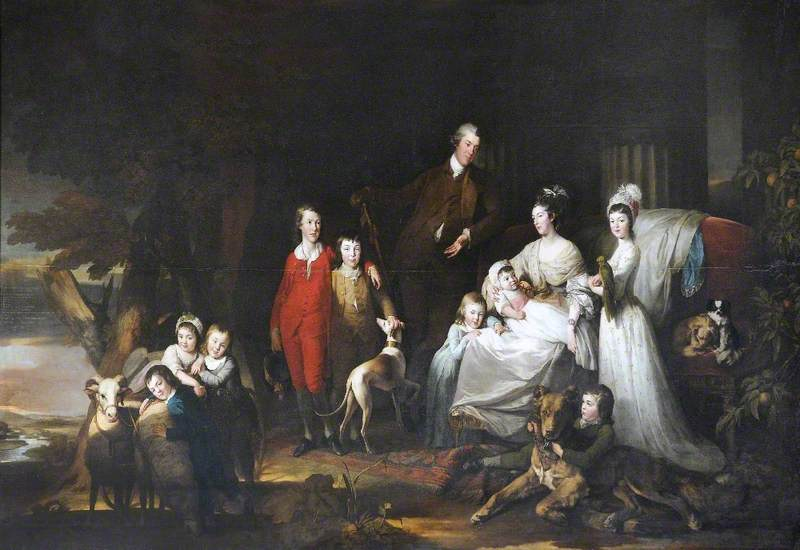
La famille d'Henry Dawkins, vers 1774, par Richard Brompton

Dawkins épouse en 1759 Lady Juliana Colyear, fille de Charles Colyear (2e comte de Portmore) . Ils ont huit fils et quatre filles. Les fils sont :
- James, député, épouse en 1785 Hannah Phipps, puis Maria Forbes [12]
- George Hay, député, épouse en 1807 Sophia Mary Maude, fille de Cornwallis Maude (1er vicomte Hawarden), et en 1814 Elizabeth, fille de William Henry Bouverie [13]
- Henry (1765-1852), député de Boroughbridge, marié en 1788 à Augusta, fille de Sir Henry Clinton, père de Henry Dawkins, également député de Boroughbridge [14]
- William, est mort nourrisson
- Richard, épouse Jane Catherine Long, fille d'Edward Long et d'Elizabeth Masters. Père de James Dawkins I
- Edward, qui prend les ordres
- Charles, entre dans les Grenadier Guards
- John (1774-1844), membre du All Souls College d'Oxford et avocat [15]

Les filles sont :
- Augusta, est décédée en bas âge
- Elizabeth, mariée en 1795 à William Ronke Leeds Sergeantson [16] ou William Rookes Leedes Serjeantson [17]
- Juliana, décédée célibataire en 1847
- Susanna, mariée en 1804 à Sir Edward Dodsworth, 2e baronnet [18].